# MDF
Media Descriptor File (MDF) — проприетарный формат файла образа диска, разработанный для Alcohol 120%. Этот формат поддерживается также программами DAEMON Tools, MagicISO, PowerISO и PowerDVD.
В отличие от ISO-образа, MDF может включать в себя множество слоёв (используется для двухслойных дисков) и множество треков. Как и в IMG, MDF — это сырой образ оптического диска.
MDF может поставляться с файлами MDS. Это дополнительный двоичный файл (с расширением .mds), включающий в себя метаданные диска, а также расположение слоёв. Также может включать и расположение специально неверных битов с целью защиты от несанкционированного копирования. MDS похож на .ccf и cue sheet (.cue). Тем не менее, они невзаимозаменяемы.